# Lupczo Jordanowski
Lupczo Jordanowski, mac. Љупчо Јордановски (ur. 13 lutego 1953 w Sztipie, zm. 7 października 2010 w Skopju) – macedoński sejsmolog i polityk, w latach 2003–2006 przewodniczący Zgromadzenia Republiki Macedonii, w 2004 pełniący obowiązki prezydenta Macedonii.

## Życiorys
Studiował na inżynierię elektryczną na Uniwersytecie w Zagrzebiu, ukończył studia w 1975. Doktoryzował się na University of Southern California w 1985. Wieloletni pracownik naukowy Uniwersytetu Świętych Cyryla i Metodego w Skopju, był profesorem i dyrektorem obserwatorium sejsmologicznego. Odbywał staże w Londynie i Pasadenie, współpracował z UNESCO. Prowadził m.in. badania po trzęsieniu ziemi w Meksyku z 1985.
Działacz Socjaldemokratycznego Związku Macedonii (SDSM); od 1991 był członkiem władz partii. W 2002 uzyskał mandat posła do Zgromadzenia Republiki Macedonii. W latach 2003–2006 pełnił funkcję przewodniczącego parlamentu. 26 lutego 2004, po śmierci prezydenta Borisa Trajkowskiego, został pełniącym obowiązki prezydenta. Wykonywał je do 12 maja tegoż roku, gdy urząd prezydenta objął Branko Crwenkowski.
W kwietniu 2006 został ambasadorem w USA, jednak odwołano go w grudniu tegoż roku. Od 2007 kierował partią PSD, powołaną przez byłych członków SDSM.
Był żonaty, miał troje dzieci.